# Eternally Yours
Eternally Yours is een Amerikaanse dramafilm uit 1939 onder regie van Tay Garnett.

## Verhaal
Na haar vrijgezellenfeestje gaat Anita Halstead kijken naar het optreden van een goochelaar. Anita en die goochelaar worden op slag verliefd en ze trouwen met elkaar. Ze wordt ook diens assistente tijdens de voorstelling. Al gauw merkt ze dat ze pas op de tweede plaats komt na zijn werk, vooral als hij gevaarlijke trucs gaat uitvoeren als boeienkoning.

## Rolverdeling
| Acteur             | Personage         |
| ------------------ | ----------------- |
| Loretta Young      | Anita Halstead    |
| David Niven        | Tony              |
| Hugh Herbert       | Benton            |
| Billie Burke       | Tante Abby        |
| C. Aubrey Smith    | Bisschop Peabody  |
| Raymond Walburn    | Harley Bingham    |
| Zasu Pitts         | Cary Bingham      |
| Broderick Crawford | Don Burns         |
| Virginia Field     | Lola De Vere      |
| Eve Arden          | Gloria            |
| Ralph Graves       | Mijnheer Morrisey |
| Lionel Pape        | Mijnheer Howard   |
| Fred Keating       | Ceremoniemeester  |